# Pršut

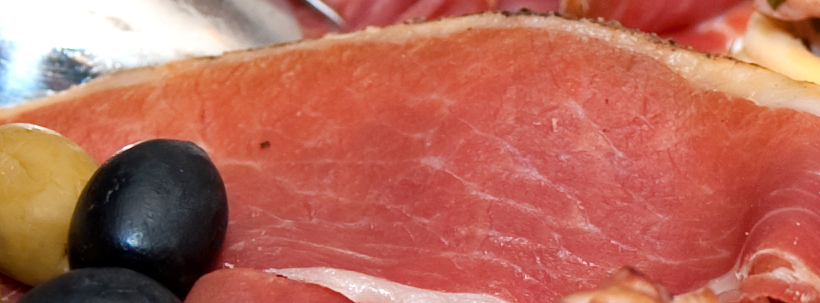
Pršut mit Oliven

Pršut (serbisch-kyrillisch пршут), auch Pršuta (пршута), wird ein luftgetrockneter Rohschinken aus dem Gebiet des ehemaligen Jugoslawiens genannt. Der Name ist abzuleiten vom italienischen prosciutto für Schinken. Der Pršut ist in der Regel ein ganzer vom Schwein stammender Knochenschinken mit einem Gewicht von etwa fünf bis sieben Kilogramm, der seine Reife durch traditionelle Lagerung in einem Zeitraum von ein bis zu zwei Jahren erlangt. Es sind auch Varianten von Teilstücken der Schweinekeule üblich. Ebenso wird kaltgeräucherter bzw. luftgetrockneter Rinderschinken auf dem Balkan als Pršut bezeichnet. Die Hersteller von Pršut werden Pršutari genannt.
Je nach Herkunft werden die Pršut-Sorten beispielsweise auch Dalmatinski pršut aus Dalmatien, Istarski pršut aus Istrien, Njeguški pršut aus dem montenegrinischen Njeguši  oder Užički pršut aus Užice genannt. So wurden während der 15. Internationalen Messe für Pršuta in Tinjan 37 Sorten von Pršuta aus sieben Ländern gezählt. In Serbien findet alljährlich im Zentrum des Dorfes Mačkat in der Region von Zlatibor ein über die Region hinaus bekanntes dreitägiges Stadtfest namens Pršutijada statt.
Die vor allem in Slawonien und in Serbien verbreiteten, aber nicht luftgetrockneten, sondern geräucherten Schinken werden in der Regel Šunka genannt.